# David Krammer
David Krammer (* 26. Februar 1988) ist ein deutscher ehemaliger Handballspieler. Seine Körperlänge beträgt 1,85 m.
Krammer spielte von Juli 2007 bis Juni 2011 für die 2. Mannschaft des TV Bittenfeld und wurde dort auch in der 1. Mannschaft in der 2. Bundesliga eingesetzt. Im Sommer 2011 wechselte Krammer zur SV Remshalden in die Württembergliga.
Krammer bekleidet die Position eines rechten Außenspielers.